# Vivaldo da San Gimignano
Vivaldo da San Gimignano, nacido Vivaldo Stricchi (San Gimignano, 1260 - Montaione, 1 de mayo de 1320), fue un religioso italiano venerado como beato por la Iglesia católica.
Se sabe muy poco de él: parece que fue miembro de la Tercera Orden Franciscana y discípulo de Bartolo da San Gimignano, también venerado como beato, con quien vivió durante unos veinte años en la leprosería de Cellole dedicándose al cuidado de los enfermos. Cuando Bartolo murió, se convirtió en ermitaño en el cercano pero inhóspito bosque de Camporena, donde murió en 1320 después de otros quince años de penitencia. El conjunto arquitectónico de San Vivaldo surgió a lo largo de los siglos en el lugar de su muerte.

## Biografía
La familia Stricchi, a la que pertenecía Vivaldo, era originaria de Fognano, cerca de San Gimignano, donde había una iglesia parroquial suprimida a finales del siglo XVIII: allí poseían campos y bosques.
Se puede suponer que en esa localidad Vivaldo pasó los veranos junto con toda su familia y que aquí aprendió a apreciar la soledad, el silencio y desarrolló el amor por la oración en el bosque. La iglesia parroquial de Fognano debió ser el otro polo de atracción del joven Vivaldo.
La vida de Vivaldo probablemente continuó de manera similar durante toda su adolescencia.
Sin embargo, hay un hecho importante: la pérdida de su querida madre. Vivaldo encontró el consuelo de Bartolo da San Gimignano, quien desde ese momento fue su punto de referencia, su guía espiritual.
Bartolo era párroco de la iglesia dedicada a San Nicolás de Bari en Picchena, localidad a cuatro kilómetros de Colle di Val d'Elsa, en la carretera de Volterra.
Un día lluvioso, Bartolo y Vivaldo vieron a un anciano todo mojado que venía hacia ellos cerca de la iglesia. Bartolo le ofreció hospitalidad haciéndolo sentarse cerca del fuego y lavándole los pies con reverencia, despertando la admiración de Vivaldo. Bartolo le indicó a Vivaldo que también preparara la cama y se preparara para una noche de oración. Durante la noche una voz les dijo que habían hospedado a Cristo: inmediatamente fueron a buscar en la cama, encontrándola vacía.
De repente una mañana Bartolo se despertó enfermo de lepra. Sin duda, los dos acudieron a un médico en San Gimignano, quien confirmó la patología. Bartolo no tuvo más remedio que retirarse a la leprosería de Cellole, a pocos kilómetros de San Gimignano, en la carretera que lleva a Volterra y Gambassi Terme. Vivaldo decidió seguir también a su maestro en este último viaje.
Vivaldo cuidó de Bartolo y de los demás leprosos durante un largo período (unos veinte años) hasta la muerte de este último el 12 de diciembre de 1300. Siguiendo los deseos de Bartolo, que murió en olor de santidad, fue enterrado en la iglesia de Sant'Agostino en San Gimignano, donde aún hoy descansa.
Vivaldo tomó la decisión de llevar una vida de ermitaño: llegó al inhóspito bosque de Camporena, hoy municipio de Montaione, y se instaló en el tronco hueco de un gran castaño. Ésta fue su casa durante unos veinte años: según la tradición, Vivaldo murió el 1 de mayo de 1320, tras el terrible invierno de 1319-1320. Los habitantes de Montaione fueron advertidos de su paso por las campanas de la iglesia de San Regolo, que repicaron prodigiosamente en celebración (recordando la muerte de Santa Verdiana de Castelfiorentino, de Santa Fina de San Gimignano y, luego, de la beata Giulia Della Rena de Certaldo). Los habitantes de Montaione que acudieron al bosque de Camporena encontraron el cuerpo de Vivaldo sin vida dentro del castaño. Fue enterrado bajo el altar mayor de la iglesia de San Regolo.

## Culto
En 1325 el castaño donde había vivido el ermitaño ya no existía, destruido por la codicia de los numerosos peregrinos deseosos de llevarse a casa una preciosa reliquia. En lugar del castaño se construyó una primitiva capilla y luego una ermita, posteriormente ampliada hasta formar el conjunto actual. La iglesia y la ermita fueron inmediatamente confiadas a los franciscanos que intentaron apropiarse del culto al beato, intentando demostrar que en vida había sido un terciario franciscano, como su maestro Bartolo.
El culto al Beato Vivaldo fue confirmado por el Papa Pío X el 13 de febrero de 1908.
Su fiesta litúrgica es el 1 de mayo.